# Kiemla
Kiemla (ros. Кемля) – wieś (ros. село, trb. sieło) w środkowej Rosji, centrum administracyjne rejonu iczałkowskiego w Republice Mordowii.
Położona jest przy ujściu rzeki Kiemliatka do Ałatyru. W 2017 r. miejscowość liczyła sobie 4571 mieszkańców.